# Boraras micros
Boraras micros Kottelat & Vidthayanon, 1993 è un piccolo pesce di acqua dolce appartenente alla famiglia Cyprinidae.

## Distribuzione e habitat
Proviene dall'Asia, soprattutto dal bacino del Mekong. Vive in laghetti, paludi e aree di foresta allagata.

## Descrizione
Il suo corpo è trasparente e si possono vedere gli organi interni. Presenta tre macchie nere: una all'inizio della pinna caudale, una al centro del corpo ed una vicina alla pinna anale. Le femmine si riconoscono perché hanno il ventre più ingrossato dei maschi. Non supera gli 1.3 cm.

## Biologia

### Alimentazione
È prevalentemente insettivoro.

### Riproduzione
È oviparo, la fecondazione è esterna, e non ci sono cure verso le uova, che vengono disperse in acqua.

## Acquariofilia
Può essere allevato in acquario, è un pesce pacifico ma molto timido, e va tenuto con pesci non troppo grandi, oppure potrebbe diventare una preda.